# Mashonahyliota
De mashonahyliota (Hyliota australis) is een zangvogel uit de familie Hyliotidae.

## Verspreiding en leefgebied
Deze soort komt voor in zuidelijk-centraal Afrika en telt drie ondersoorten:
- H. a. slatini: noordoostelijk Congo-Kinshasa, westelijk Oeganda en westelijk Kenia.
- H. a. inornata: Angola en van zuidelijk Congo-Kinshasa tot noordwestelijk Mozambique en noordwestelijk Zimbabwe.
- H. a. australis: centraal Zimbabwe, centraal en zuidelijk Mozambique en noordoostelijk Zuid-Afrika.

## Status
De grootte van de populatie is niet gekwantificeerd maar de soort wordt omschreven als schaars. Op de Rode lijst van de IUCN heeft deze soort de status niet bedreigd.